# IEEE-488

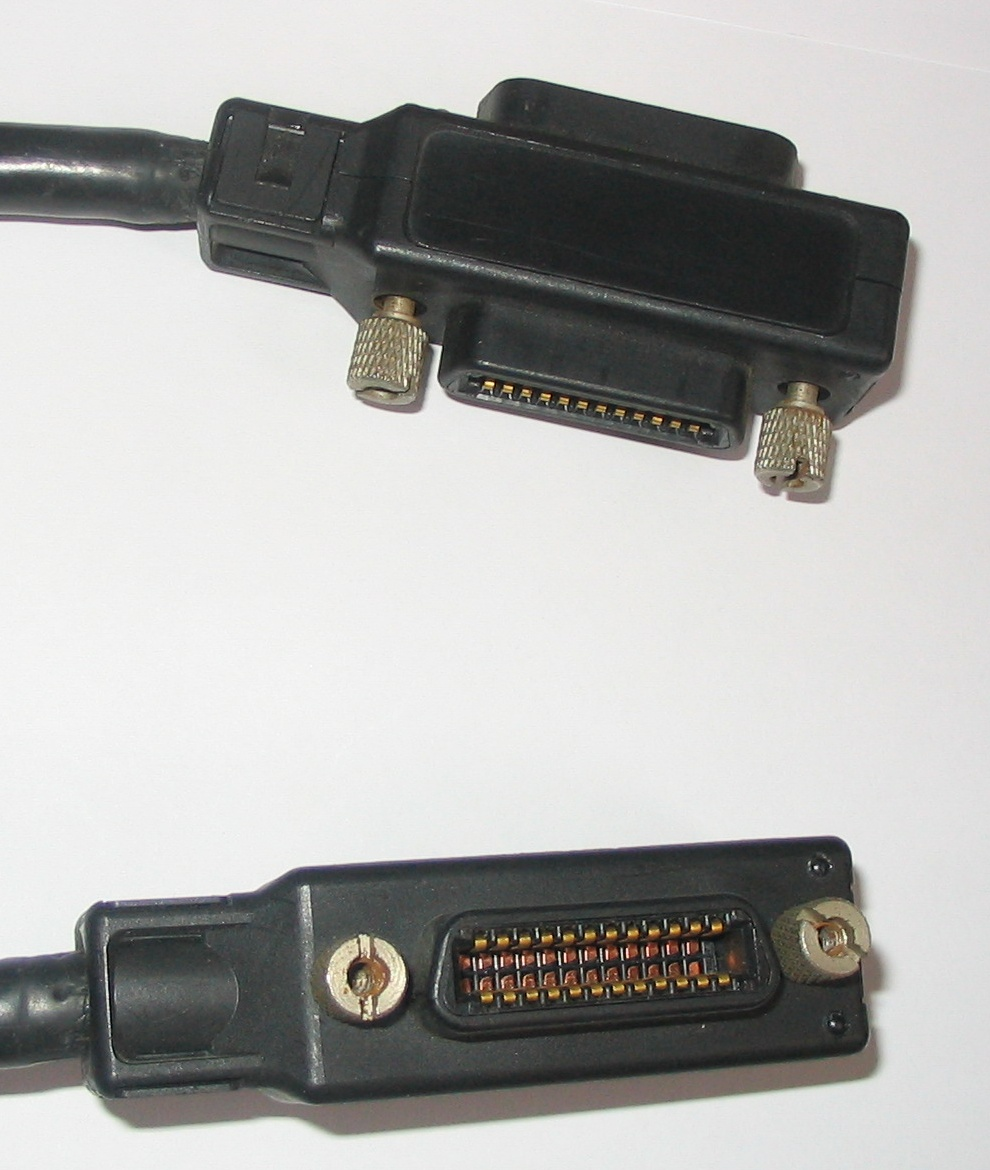
IEEE-488 kontaktdon

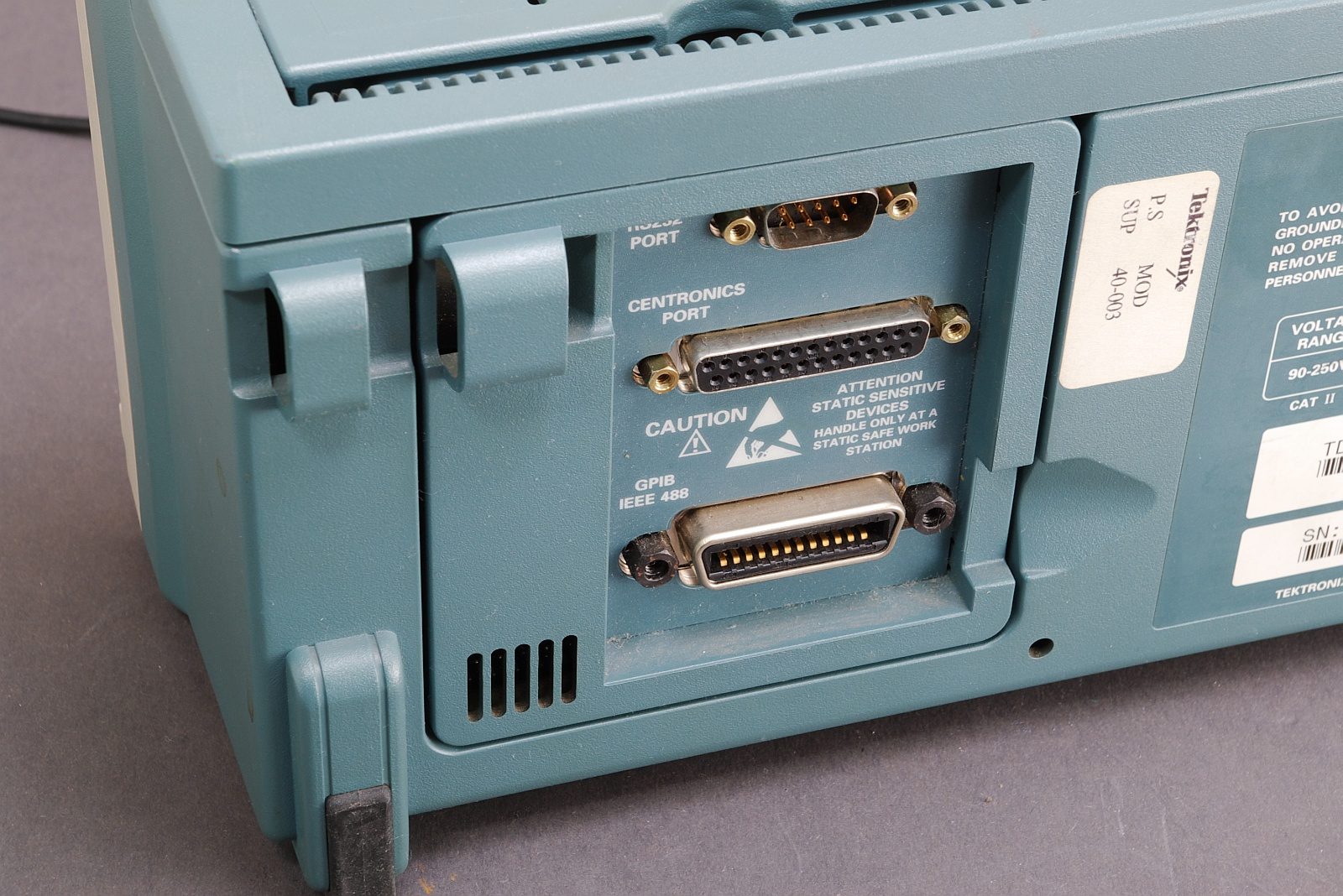
Tektronix oscilloskop med IEEE-488

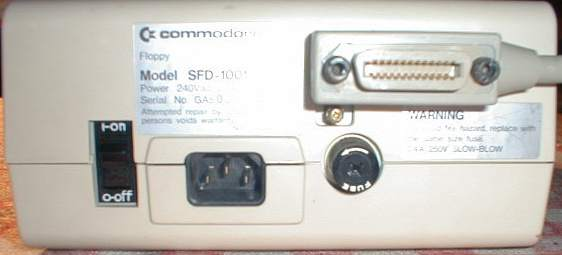
Baksidan av en Commodore diskettstation med IEEE-488

IEEE-488, även kallad GPIB (General Purpose Interface Bus) eller HPIB (Hewlett-Packard Interface Bus), är en standardgränssnitt av busstyp för anslutning av datorer, instrument och annan kringutrustning. Den togs fram av Hewlett-Packard på 1960-talet för att kunna koppla ihop olika laboratorieinstrument och blev en IEEE-standard. Förkortningen står för Institute of Electrical and Electronics Engineers.
Bussen har 8-bitars bredd och kan adressera 31 olika anslutna enheter. Protokollet innehåller 13 kommandon för handskakning med mera.
IEEE-488-standarden har modifierats flera gånger och idag gäller IEC-60488-1 resp. IEC-60488-2 som ersättningsstandarder. I datorvärlden har bussen kommit att ersättas av SCSI eftersom den tillåter högre hastighet vid bibehållen flerenhetsadressering.
Hewlett-Packard har använt bussen som standard för sina laboratorieserier och annan utrustning, och även Tektronix har gjort det för sina avancerade instrument.
Commodore använde IEEE-488 till PET-seriens datorer, för anslutning av diskettstationer, skrivare, instrument m.m.